# F1サーカス
『F1サーカス』（エフワンサーカス）は、1990年9月14日に日本物産より発売されたPCエンジン用のレースゲーム。後述のF1サーカスシリーズについてもここで扱う。

## 概要
真上から見下ろした、いわゆるトップスクロールタイプのレースゲーム。マシンやコースなどが緻密に描かれており、スピード感とリアルな雰囲気を演出する。コースに合わせたウイング、タイヤ、ギヤ比などの詳細なセッティングやピットインのタイミングなど、戦術的な要素にも気配りがなされている。
天候がレース中に曇天→雨天、雨天→晴天へと変化する事も有り、プレイヤーは迅速なピットインが求められるがタイミングに因ってはメインスタンドを過ぎてから天候が変化する事も有り、その場合は1周走り切る迄忍耐の走りを強いられ、現実のレースでも起こりえる様な展開となる。
ハンドル操作は実車と同じようにゲーム内車両のステアリングが操作される。モナコGP (ゲーム)のような水平移動ではない。

## ゲーム内容

### ゲームの基本的な流れ
ゲームをスタートすると、自身が所属するチームを3チームから決定する。　初期のチームはいわゆる「下位グループ」でマシン性能が上位グループより劣るマシンで参戦することになる。
レースはまず、予選の前にマシンのセッティング画面になるのでサーキットに応じたセッティングを行う。　セッティングを完了して予選走行を選ぶと、ゲーム画面に移行してピットからスタートして、3周のタイムアタック走行を行う。　予選は2日間あり2日の予選走行を終えるとグリッド結果が表示され、タイム結果によりスタートする位置が決定する。　本戦前のセッティング画面になるので本戦用のセッティング(特に本戦は周回が多いので、タイヤマネジメントとの兼ね合いを考慮する。)を行い、レース本戦に移行する。
本戦のスタートはすでにグリッドについた状態から開始され信号が表示されるので、グリーンライトが点灯したらスタートになる。(また、スタートまでは、アクセルを踏んでも走行できないので、フライングはない。)
レース中のコンディションについて燃料の概念はないが、ハンドルの切り方などの走行状況に応じてタイヤは摩耗してグリップが低下するので必要に応じてピットインする必要がある。　また、コースアウトして壁や物とぶつかったり、他車と接触するとサスペンション、ウイング、ボディが損傷して曲がりにくくなったりスピードが低下する、またブレーキも使用により摩耗するのでピットインして部品交換をすることでマシンのコンディションが回復できる。
レース中にコースアウトしてリタイアした事故車に近づくとイエローフラッグが表示されるが、特に追い越し違反などはなく単なる警報として表示される。　事故車の数が一定数を超えると、レッドフラッグになり再スタートになる。(事故車も全て復活する)
自車がコースアウトして、壁に挟まったり壁の外に出てコース復帰にできなくなるとそのレースはリタイアになり、ノーポイントで次レースに移行する。
レース本戦で既定の周回を走行して順位が決定する、順位に応じてドライバーズポイントが付与される。　

### チームオファーと来シーズン
年間を通してレースの結果により得られるドライバーズポイントを獲得すると、シーズン中のレース終了後にポイントに応じて他チームより来年シートのオファーが来る、より優位になるチームのオファーを受けることにより、性能の良いマシンに乗り換えることができる。　ただし、オファーが来るチームが必ず上位とか限らず、オファーを断り続けて来シーズンのチームが決まらないままシーズンを終えてしまうと、今の所属チームのままで来シーズンを迎えることになる。　

## シリーズ
- F1サーカス （PCエンジン、1990年9月14日発売）

F1サーカスシリーズの初代作品。チーム、ドライバー名は実名をもじった偽名。

コンストラクションというチーム監督役を演じて勝利するモードもあったが、以降のシリーズではカットされている。
- F1サーカス'91 （PCエンジン、1991年7月12日発売）

前作からコース数が増え、ワールドチャンピオンシップにチャレンジ可能な年数が8シーズンに短縮された。又、コーナーサインと出現のタイミングが変化している。コーナー角度の違い、サインが出ないまま突然コーナーが現れる為、コースアウトするリスクが増大した。前作よりコースを熟知する必要が有る。
- F1サーカスMD （メガドライブ、1991年12月20日発売）

マイクロニクス開発。F1サーカス'91をベースに移植されているが、逆走出来たりスピードが異なったりと、元のゲームとは異なった要素がある。また、画面右側に走行中のコースのミニマップが表示され、走行中のコースの先に出現するカーブの認識がしやすくなっている。
- F1サーカス （ファミリーコンピュータ、1992年2月7日発売）

メイクソフトウェア開発。ハードスペックの問題で全体的にスピードダウンした。
- F1サーカス・スペシャル （PCエンジン SUPER CD-ROM2、1992年6月26日発売）

チーム・ロータス監修作品。そのため、ゲーム中でもチーム・ロータス、および当時所属ドライバーのミカ・ハッキネンとジョニー・ハーバートが実名で登場する。効果音をサーキットで収録し、よりリアルな効果音となった。
- スーパーF1サーカス （スーパーファミコン、1992年7月24日発売）

クリーム開発。スーパーファミコンの回転機能を生かし、コーナーでは画面が回転するようになった。
- スーパーF1サーカス リミテッド （スーパーファミコン、1992年10月23日発売）

クリーム開発。今作からスーパーF1サーカス3までFOCAのライセンスを受け、全チーム・全ドライバーが実名で登場するようになった。
- F1サーカス'92 （PCエンジン、1992年12月18日発売）

F1サーカス'91から効果音やグラフィックなど大幅に改良された作品で、マシンの表示サイズも若干大きくなっている。FOCAのライセンスを受け、全チーム・全ドライバーが実名で登場する。コーナーサインとタイミングがF1サーカス'91に比して親切になっているが、ガードレールに接触した際に弾かれる事が少なくなり即リタイヤとなる可能性が高く、市街地コース（モナコ、オーストラリア）では難易度が増した。又、今作はスリップストリーム効果が顕著となっている。F1サーカス、F1サーカス'91でもスリップストリームは再現されているが、今作ではスリップストリームに入ると処理落ちの現象等も重なりコントロールが効かなくなる為、特にコーナー付近ではコースアウトするリスクが高い。
- スーパーF1サーカス2 （スーパーファミコン、1993年7月29日発売）

クリーム開発。
- F1サーカスCD （メガCD、1994年3月18日発売）

3D視点のレースゲームとなった。音楽などはF1サーカス・スペシャルの使い回しが多い。
- スーパーF1サーカス3 （スーパーファミコン、1994年7月15日発売）

クリーム開発。
- スーパーF1サーカス外伝 （スーパーファミコン、1995年7月7日発売）

クリーム開発。シリーズ初の2人同時対戦。
- フォーミュラ・サーカス （プレイステーション、1997年5月2日発売）

F1サーカスシリーズの最終作品。この作品以降はF1ゲームをリリースしなくなった。